# 巴羅士魮
巴羅士魮（学名：Barbus barotseensis）為輻鰭魚綱鯉形目鯉科的其中一個種。分布於非洲庫內內河及三比西河上游流域，本魚背鰭硬棘3枚；背鰭軟條8至9枚；臀鰭硬棘3枚；臀鰭軟條5至6枚，體長可達5公分，棲息在水淺具水草的水域，成魚在夏季中旬繁殖，具有洄游的習性，可做為觀賞魚。

## 扩展阅读
維基物種上的相關：巴羅士魮